# Heerde
Heerde  è una municipalità dei Paesi Bassi di 18 329 abitanti situata nella provincia della Gheldria.

## Amministrazione

### Gemellaggi
- Balve